# کمان جزیره‌ای

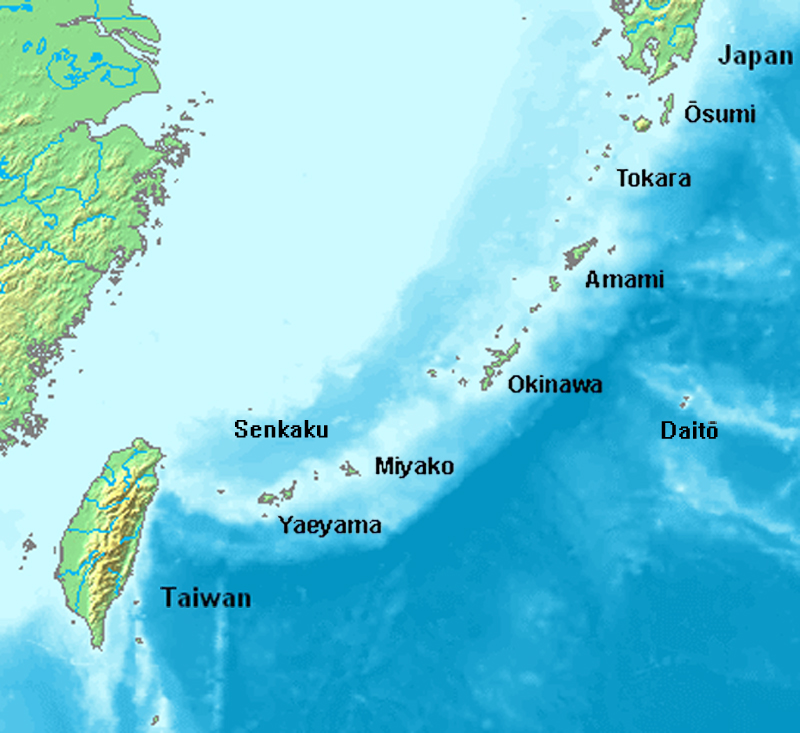
جزایر ریوکیو از کمان‌های جزیره‌ای تشکیل شده است.

کمان جزیره‌ای (انگلیسی: Island arc) یا قوس جزیره‌ای نوعی مجمع‌الجزایر است که اغلب بر اثر فعالیت مجموعه‌ای از آتشفشان‌ها به شکل کمانی (قوسی)، به موازات و در نزدیکی مرز دو صفحه زمین‌ساختی شکل می‌گیرد.
بیشتر کمان‌های جزیره‌ای در جایی که صفحه زمین‌ساختی اقیانوسی بر اثر پدیده فرورانش به زیر صفحه‌ای دیگر رانده می‌شود، تشکیل می‌شوند. جزایر قوسی در اثر عملکرد فرو رفتن پوسته اقیانوسی زیر پوسته اقیانوسی دیگر به جود می آید. در بیشتر موارد بر اثر پدیده فرورانش، در زیر صفحه بالا رانده‌شده ماگما تشکیل می‌شود. با این وجود این وضعیت تنها در مورد آن دسته از کمان‌های جزیره‌ای صدق می‌کند که بخشی از کمربند کوهستانی موسوم به کمان آتشفشانی هستند. اصطلاح کمان آتشفشانی زمانی به‌کار می‌رود که همه عناصر کمربند کوهستانی کمانی‌شکل بر اثر فعالیت آتشفشانی تشکیل شده باشند. به عنوان مثال ممکن است بخش‌های بزرگی از کمربند کوهستانی آند، آمریکای مرکزی و کوه‌های کانادا به عنوان کمان آتشفشانی شناخته شود، در حالی که این مناطق جزیره نیستند و در امتداد نواحی قاره‌ای واقع شده‌اند، بنابراین کمان جزیره‌ای به‌شمار نمی‌روند. از سوی دیگر در دریای مدیترانه جزایری کمانی مانند کرت تشکیل شده‌اند اما آتشفشانی نیستند.

## نمونه‌ها
| کمان جزیره‌ای                        | کشور                | درازگودال                   | حوضه اقیانوسی یا دریای کناری        | صفحه بالاآمده                    | صفحه فرورانده                          |
| ----------------------------------- | ------------------- | --------------------------- | ----------------------------------- | -------------------------------- | -------------------------------------- |
| جزایر الوشن                         | ایالات متحده آمریکا | درازگودال الوشن             | دریای برینگ                         | صفحه آمریکای شمالی               | صفحه اقیانوس آرام                      |
| جزایر کوریل                         | روسیه               | درازگودال کوریل-کامچاتکا    | دریای اختسک                         | صفحه آمریکای شمالی               | صفحه اقیانوس آرام                      |
| مجمع‌الجزایر ژاپن                    | ژاپن                | درازگودال ژاپن              | دریای ژاپن                          | صفحه آمریکای شمالی، صفحه اوراسیا | صفحه اقیانوس آرام، صفحه دریای فیلیپین  |
| جزایر ریوکیو                        | ژاپن                | درازگودال ریوکیو            | دریای چین شرقی (درازگودال اوکیناوا) | صفحه اوراسیا                     | صفحه دریای فیلیپین                     |
| فیلیپین                             | فیلیپین             | درازگودال فیلیپین           | دریای جنوبی چین، دریای سلب          | صفحه اوراسیا                     | صفحه دریای فیلیپین                     |
| جزایر سوندا                         | اندونزی             | درازگودال جاوه              | دریای جاوه، دریای فلورس             | صفحه اوراسیا                     | صفحه استرالیا                          |
| جزایر آندامان و نیکوبار             | هند                 | درازگودال شمالی جاوا        | دریای آندامان                       | صفحه اوراسیا                     | صفحه هند و استرالیا                    |
| جزایر ایزو و جزایر اوگاساوارا       | ژاپن                | درازگودال ایزو و اوگاساوارا |                                     | صفحه دریای فیلیپین               | صفحه اقیانوس آرام                      |
| جزایر ماریانا                       | ایالات متحده آمریکا | درازگودال ماریانا           |                                     | صفحه دریای فیلیپین               | صفحه اقیانوس آرام                      |
| مجمع‌الجزایر بیسمارک                 | پاپوآ گینه نو       | درازگودال بریتانیای نو      |                                     | صفحه اقیانوس آرام                | صفحه استرالیا                          |
| جزایر سلیمان                        | جزایر سلیمان        | درازگودال سن کریستوبال      |                                     | صفحه اقیانوس آرام                | صفحه استرالیا                          |
| نیو هبریدز                          | وانواتو             | درازگودال نیوهبریدز         |                                     | صفحه اقیانوس آرام                | صفحه استرالیا                          |
| جزایر تونگا                         | تونگا               | درازگودال تونگا             |                                     | صفحه استرالیا                    | صفحه اقیانوس آرام                      |
| آنتیل                               |                     | درازگودال پورتوریکو         | دریای کارائیب                       | صفحه کارائیب                     | صفحه آمریکای شمالی، صفحه آمریکای جنوبی |
| جزایر جورجیای جنوبی و ساندویچ جنوبی | بریتانیا            | درازگودال ساندویچ جنوبی     | دریای اسکوشیا                       | صفحه اسکوشیا                     | صفحه آمریکای جنوبی                     |
| جزایر دریای اژه                     | یونان               | درازگودال مدیترانه شرقی     | دریای اژه                           | صفحه دریای اژه                   | صفحه آفریقا                            |
| کمان آتشفشانی دریای اژه جنوبی       | یونان               | درازگودال مدیترانه شرقی     | دریای اژه                           | صفحه دریای اژه                   | صفحه آفریقا                            |